# Secret Service of the Imperial Court
Pour plus de détails, voir Fiche technique et Distribution.
Secret Service of the Imperial Court (錦衣衛, Jǐn yī wèi) est un film d'action hongkongais réalisé par Lu Chin-ku, sorti en 1984.

## Fiche technique
Sauf indication contraire, les informations mentionnées dans cette section peuvent être confirmées par la base de données cinématographiques IMDb,  présente dans la section « Liens externes ».
- Titre original : 錦衣衛, Jǐn yī wèi
- Titre international : Secret Service of the Imperial Court
- Réalisation : Lu Chin-ku
- Scénario : Lu Chin-ku et Chang Kuo-yuan
- Photographie : Ma Chin-chiang
- Production : Mona Fong
- Société de production : Shaw Brothers
- Société de distribution : Shaw Brothers
- Pays d'origine :  Hong Kong
- Format : couleur
- Genre : action
- Durée : 88 minutes
- Dates de sortie :
  -  Hong Kong : 19 octobre 1984

## Distribution
- Bryan Leung : sergent Zhao Bu Fa
- Nancy Hu : Xue Liang
- Tony Liu : eunuque Wang Zhen
- Ku Feng : capitaine Zhao Wu Yi
- Lo Mang : Zhao Bu Qun
- Lo Lieh : Zhao Wu Ji